# Praetaxila segecia
Praetaxila segecia är en fjärilsart som beskrevs av William Chapman Hewitson 1860. Praetaxila segecia ingår i släktet Praetaxila och familjen Riodinidae. Inga underarter finns listade i Catalogue of Life.

## Bildgalleri

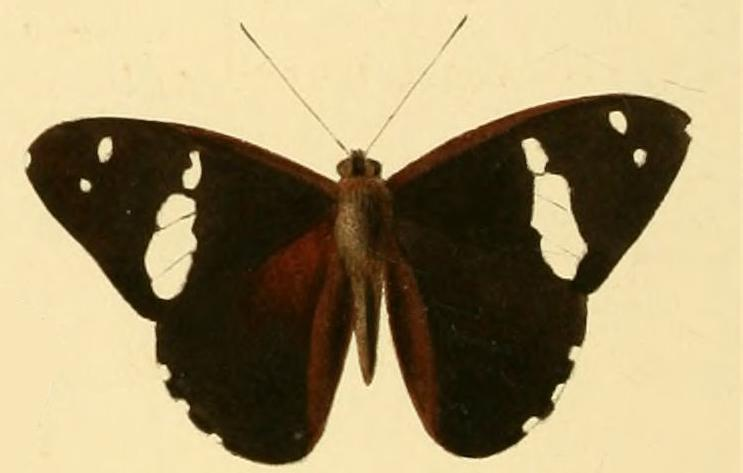